# 싱가포르의 대학 목록
다음은 싱가포르에 있는 대학 목록이다.

## 자치대학
| 대학                    | 대학        | 학생 수                    | 설립 연도                              |
| 이름                    | 약자        | 학생 수                    | 설립 연도                              |
| 싱가포르 국립 대학교    | NUS 国大    | 42,578명 (2018년 기준)     | 1905년 (이전 킹 에드워드 7세 의과대학) |
| 난양 과학기술 대학교    | NTU 南大    | 32,015명 (2019년 기준)     | 1981년 (이전 난양 기술 연구소)         |
| 싱가포르 경영대학교     | SMU 新大    | 8,656명 (2019년 기준)      | 2000년                                 |
| 싱가포르 과기설계대학교 | SUTD 新科大 | 1,341명 (2015년 기준)      | 2009년                                 |
| 싱가포르 이공대학교     | SIT 新工大  | 6,000명 이상 (2019년 기준) | 2009년                                 |
| 싱가포르 사회과학대학교 | SUSS 跃大   | 14,841명 (2019년 기준)     | 2005년 (이전 SIM 종합대학)             |

## 폐지된 대학
- 난양 대학교 (1980년 싱가포르 국립 대학교를 설립하기 위해 싱가포르 대학교와 합병)
- SIM 대학 (싱가포르 사회과학대학 (SUSS)로 개편, 2017년 교육부 산하)